# Luzonotrechus
Luzonotrechus is een geslacht van kevers uit de familie van de loopkevers (Carabidae). De wetenschappelijke naam van het geslacht is voor het eerst geldig gepubliceerd in 1979 door Ueno.

## Soorten
Het geslacht Luzonotrechus omvat de volgende soorten:
- Luzonotrechus bontoc (Darlington, 1959)
- Luzonotrechus muscicola Ueno, 1988
- Luzonotrechus rotundicollis Ueno, 1988
- Luzonotrechus teras Ueno, 1988
- Luzonotrechus tumidulus Ueno, 1979
- Luzonotrechus unipunctatus Ueno, 1979